# حبيب الروح (مسلسل)
حبيب الروح مسلسل مصري من بطولة سهير رمزي ومصطفى فهمي وبثينة رشوان تم إنتاجه في مصر عرض عام 2006 وعدد حلقاته 33 حلقة كل حلقة 45 دقيقة 

## طاقم العمل

### الممثلين
- سهير رمزي
- مصطفى فهمي
- بثينة رشوان
- أشرف عبد الغفور
- السيد راضي
- إبراهيم خان
- ياسر فرج
- نور قدري
- مها صبري
- ريهام أيمن
- زيزي البدراوي
- مايا عادل
- نهى شوقي
- كريم عاطف
- محمد توفيق
- مروة الخطيب
- محمود عبد العظيم
- إيناس عز الدين
- معتز بلبع
- ممدوح ياسين
- رحاب الجمل
- عثمان محمد علي
- محي الدين عبدالمحسن
- ضياء الميرغني
- بسام شريف
- أحمد ماهر
- أحمد سعيد
- ياسر شهبور
- مدحت قاسم
- أشرف جلال
- وليد عزت
- صلاح عبدالمنعم
- عيد أبو الحمد
- صلاح الحسيني
- محمد نور
- محمد الخولي
- سمير حكيم
- خالد حمزة
- ميرفت طبانة
- مجدي عبد الباري
- روزانا
- حنان زيدان
- صفوت صبحي
- كمال الألفي
- فوزية أبو زيد
- زينة منصور
- إحسان الترك
- محمد السرجاني
- ربيع الصغير
- نحلاء فريد
- محمود عبدالغفار
- مصطفى الشامي
- عادل برهام
- حمدي شرف الدين
- شروق
- مصرية بكر
- محمد سعيد عبودة
- محمد أحمد ماهر

### تأليف
- شريف عبد العظيم   (مؤلف)
- سلامة حمودة (سيناريو وحوار)

### موسيقى
- جمال مصطفى (الموسيقى التصويرية والألحان)
- يحيى الموجي (التوزيع الموسيقي)
- طارق علوش (اعداد موسيقى)

### المونتاج
- ايهاب إسماعيل (المونتاح والمقدمة النهائية)

### إخراج
- تيسير عبود (مخرج)
- حسان عبود (مساعد مخرج أول)
- وداد عبود (ساعد في الإخراج)
- عادل القشيري (المخرج المنفذ)
- جرافيك
- عمر الشبراوي (جرافيك)

### تصوير
- محمد يوسف (مدير اضاءة)
- عبد المنعم صادق (مدير التصوير)

### أشعار
- جمال بخيت
- حنان عطية (غناء)

### إنتاج
- صوت القاهرة للصوتيات والمرئيات
- شركة بسام فيلم للإنتاج الفني
- شركة مجموعة الرأي الإعلامية
- محمد درويش (مدير الإنتاج)
- محمد زكي (رئيس قطاع الإنتاج،
- شريف عبد العظيم (المنتج)

### المالية
سليمان عبد العظيم

### توزيع
- صوت القاهرة للصوتيات والمرئيات
- شركة بسام فيلم للإنتاج الفني شريف عبد العظيم
- بوب ارث للإنتاج الفني يهاب إسماعيل

### الاشراف العام
- إبراهيم العقباوي